# 2688 Halley
A 2688 Halley (ideiglenes jelöléssel 1982 HG1) a Naprendszer kisbolygóövében található aszteroida. Edward L. G. Bowell fedezte fel 1982. április 25-én és Edmond Halleyről nevezte el.